# Vesicularia pelvifolia
Vesicularia pelvifolia là một loài Rêu trong họ Hypnaceae. Loài này được Müll. Hal. mô tả khoa học đầu tiên năm 1901.